# ATP Challenger de Iași
O ATP Challenger de Iași – ou Iași Open, atualmente – é um torneio de tênis profissional masculino, de nível ATP Challenger 100.
Realizado em Iași, no nordeste da Romênia, estreou em 2020. Os jogos são disputados em quadras de saibro durante o mês de julho.

## Finais

### Simples
| Ano  | Campeã                          | Vice-campeã             | Resultado     |
| ---- | ------------------------------- | ----------------------- | ------------- |
| 2023 | Hugo Gaston                     | Bernabé Zapata Miralles | 3–6, 6–0, 6–4 |
| 2022 | Felipe Meligeni Rodrigues Alves | Pablo Andújar           | 6–3, 4–6, 6–2 |
| 2021 | Zdeněk Kolář                    | Hugo Gaston             | 7–5, 4–6, 6–4 |
| 2020 | Carlos Taberner                 | Mathias Bourgue         | 6–4, 7–64     |

### Duplas
| Ano  | Campeãs                                     | Vice-campeãs                          | Resultado        |
| ---- | ------------------------------------------- | ------------------------------------- | ---------------- |
| 2023 | Nicolás Barrientos Aisam-ul-Haq Qureshi     | Gabi Adrian Boitan Bogdan Pavel       | 6–3, 6–3         |
| 2022 | Geoffrey Blancaneaux Renzo Olivo            | Diego Hidalgo Cristian Rodríguez      | 6–4, 2–6, [10–6] |
| 2021 | Orlando Luz Felipe Meligeni Rodrigues Alves | Hernán Casanova Roberto Ortega Olmedo | 6–3, 6–4         |
| 2020 | Rafael Matos João Menezes                   | Treat Huey Nathaniel Lammons          | 6–2, 6–2         |